# Deus ex machina
Deus ex machina (произношение: „дéус екс мáхина“) на латински език означава „бог от машината“ и е калка от гръцкото „από μηχανής θεός“ (произнасяно „апо механес теос“).
Произлиза от древногръцкия и древноримския театър. Обозначава действието, когато бог или повече богове са спускани с помощта на кран (механе) на сцената, за да сложат край на безизходна ситуация. Така „бог идва от машината“.
Чрез deus ex machina античните автори остават верни на митовете, които лежат в основата на техните произведения, в които боговете играят ключова роля. Този похват отразява вярата в предопределението на съдбата, което може да бъде изпълнено по най-необикновен начин.
Значението на израза впоследствие е разширено и може да се отнася до всяка развръзка на история, която не се получава вследствие на вътрешната логика на самата история и е толкова невероятна, че затруднява потискането на съмнението, но помага на автора да завърши историята така, както желае.
Гръцкият трагик Еврипид е бил известен с използването на този сюжетен инструмент.
Произведения, които завършват с Deus ex machina
 Внимание:  Текстът по-долу разкрива сюжета на произведението (или части от него)!
- „Електра“ от Еврипид
- „Медея“ от Еврипид. След убийствата, извършени от Медея в стремежа ѝ да нарани мъжа си Язон, за да избяга от него, тя отлита с колесница при Зевс, взимайки и труповете на убитите от самата нея деца.
- „Тартюф“ от Молиер. Ролята на бога се играе от краля. Решението му да арестува Тартюф, а не обвинения несправедливо Оргон не следва логично от действието на пиесата.
- „Аз, роботът“ от Айзък Азимов. Използва се при описанието на взаимоотношенията между хората и роботите.
- „Кладенецът и махалото“ от Едгар Алън По. Когато неназованият разказвач е бутнат в бездънния кладенец, той се протяга и хваща ръката на генерала, който ръководи френската армия, за да плени крепостта, където е затворен разказвачът.